# 38-ма окрема артилерійська бригада (Україна)
38-ма окрема артилерійська бригада (38 ОАБр) — з'єднання у складі Ракетних військ та артилерії Сухопутних військ Збройних сил України. Створена у 2018 р.

## Історія
В середині лютого 2018 року брала участь в навчаннях на Чернігівщині за участю 26-ї окремої артилерійської бригади. Бойове злагодження розрахунків та батареї відбувалося у реальному часі відпрацювання поставлених задач. Також, окрім бойової підготовки, відпрацьовувалися питання роботи зі спротивом місцевого населення.
В кінці березня 2018 року завершилися навчання, що тривали два місяці. У бригаді відпрацювали ще один ключовий етап підготовки у протиборстві з панцерною технікою ворога — танками. Фахівці 26 артилерійської бригади одночасно як інструктори та номери розрахунків також пройшли навчання за доповненою програмою підготовки протитанкистів. Під час навчань відбувались постійні марші, зміни районів зосередження та вогневих позицій, відпрацювання охорони та оборони батарей на марші і зупинках, постійна розвідка і автономне виживання за суворих кліматичних умов та при постійному вогневому контакті з супротивником.
Станом на кінець березня 2018 місцем дислокації бригади визначено смт.Попільня.

## Структура
- 1-й артилерійський дивізіон 2А65 «Мста-Б»;
- 2-й артилерійський дивізіон 2А65 «Мста-Б»;
- 3-й артилерійський дивізіон 2А36 «Гіацинт-Б»;
- протитанковий артилерійський дивізіон МТ-12 «Рапіра»;